# Midsomer Murders
Midsomer Murders is een Britse detectiveserie, die zich afspeelt in het fictieve Engelse graafschap Midsomer County. De eerste afleveringen waren bewerkingen van de boeken van Caroline Graham. Daarna werd gebruikgemaakt van originele scripts. De bewerkingen voor televisie werden in de beginjaren verzorgd door onder anderen Anthony Horowitz en Douglas Watkinson. Midsomer Murders werd voor het eerst uitgezonden door ITV in Engeland op 23 maart 1997. De serie werd opgenomen in en rond de Chiltern Hills.

## Inhoud
In de pittoreske dorpjes van het graafschap Midsomer County, dat doet denken aan St. Mary Mead uit Agatha Christies Miss Marple, vinden met enige regelmaat moorden en een heel scala aan andere misdaden plaats. De misdaden moeten worden opgelost door rechercheur Barnaby en zijn sergeant, die achter de façade van de op het oog idyllische dorpsgemeenschap duiken en dingen naar boven halen die het daglicht niet verdragen. Barnaby is gezegend met een gemoedelijk thuisfront, waardoor hij de zinnen kan verzetten op momenten dat hij niet aan het werk is. 

## Acteurs, hun rol en rolbeschrijving
| Verband                             | Acteur          | Personage      | Rol |
| ----------------------------------- | --------------- | -------------- | --- |
| Het gezin Tom Barnaby (1997-2011)   | John Nettles    | Tom Barnaby    | Hoofdinspecteur en de centrale figuur in de serie. In 2011 gaat hij met pensioen, en wordt hij opgevolgd door zijn neef John Barnaby. |
| Het gezin Tom Barnaby (1997-2011)   | Jane Wymark     | Joyce Barnaby  | Vrouw van Tom Barnaby. Heeft verschillende hobby's zoals dansen en zingen, en kan verschrikkelijk slecht koken. Ze is actief in het sociale leven van Midsomer, en raakt daardoor regelmatig onbedoeld verzeild op een plaats delict. |
| Het gezin Tom Barnaby (1997-2011)   | Laura Howard    | Cully Barnaby  | De dochter van het echtpaar Barnaby. Haar voornaam refereert aan Cully in Zwitserland, waar ze verwekt zou zijn. Tegen het eind van het seizoen waarin haar vader met pensioen gaat, trouwt ze met Simon Dixon. |
| Het gezin John Barnaby (2012-heden) | Neil Dudgeon    | John Barnaby   | Hoofdinspecteur en de centrale figuur in de serie vanaf het moment dat hij de baan van hoofdinspecteur overneemt van zijn oudere neef Tom Barnaby. Aanvankelijk begint hij zijn nieuwe baan in het gezelschap van zijn hond Sykes. Al gauw voegt zijn vrouw Sarah zich bij hem, met wie hij enkele jaren daarna een dochtertje Betty krijgt. |
| Het gezin John Barnaby (2012-heden) | Sykes           | Sykes          | De hond van Barnaby. |
| Het gezin John Barnaby (2012-heden) | Fiona Dolman    | Sarah Barnaby  | Vrouw van John Barnaby. |
| Sergeanten (1997-heden)             | Daniel Casey    | Gavin Troy     | Van 1997 tot 2003 de rechterhand van Tom Barnaby in 29 afleveringen van de serie, en een notoire wegpiraat |
| Sergeanten (1997-heden)             | John Hopkins    | Dan Scott      | Van 2003 tot 2005 de rechterhand van Tom Barnaby in afleveringen 30 tot en met 43 |
| Sergeanten (1997-heden)             | Jason Hughes    | Ben Jones      | Van 2005 tot 2013 de rechterhand van aanvankelijk Tom en later John Barnaby, vanaf aflevering 44 tot 95. Berucht om zijn politiek incorrecte opmerkingen. |
| Sergeanten (1997-heden)             | Kirsty Dillon   | Gail Stephens  | 2007-2011 |
| Sergeanten (1997-heden)             | Gwilym Lee      | Charlie Nelson | Van 2013 (seizoen 16) tot 2016 de rechterhand van John Barnaby. Trekt kort nadat hij naar Midsomer verhuist, bij patholoog Kate Wilding in. |
| Sergeanten (1997-heden)             | Nick Hendrix    | Jamie Winter   | Vanaf 2017 de rechterhand van John Barnaby. |
| Pathologen                          | Barry Jackson   | George Bullard | 1997-2011. Wanneer Tom Barnaby met pensioen gaat, besluit hij wat tijd voor zichzelf in te ruimen en op vakantie te gaan naar Ierland. |
| Pathologen                          | Toby Jones      | Dan Peterson   | Tijdelijke patholoog in 3e seizoen. |
| Pathologen                          | Tamzin Malleson | Kate Wilding   | 2011-2015. Als ze niet aan het werk is, vult ze haar avonden met huiselijk op de bank zitten en krimi's kijken. Ze heeft een groot huis, en wanneer de nieuwe sergeant Nelson een onderkomen zoekt in Midsomer, biedt ze hem met alle plezier een kamer aan.                                                                                 |
| Pathologen                          | Manjinder Virk  | Kam Karimore   | 2016-2017 |
| Annette Badland                     | Fleur Perkins   | 2018-heden     | |

## Uitzendingen
Uitzendrechten van de serie werden aan meer dan 200 landen verkocht, onder andere aan de Verenigde Staten, Australië, Nederland, België, China, Frankrijk en Spanje. Door onder andere Bruce Alexander, George Baker, Orlando Bloom, Olivia Colman, James Cosmo, Philip Davis, Haydn Gwynne, Jeroen Krabbé, Stephen Moyer, Prunella Scales en Timothy West werden gastrollen vertolkt.
Eind 2010 hield John Nettles het na 81 afleveringen voor gezien, daarna ging de serie verder zonder hem. Jane Wymark en Laura Howard verlieten de serie tegelijk met hem. Hun laatste aflevering was op 8 juni 2011 in Nederland te zien bij de KRO. Nettles' rol werd overgenomen door Neil Dudgeon, bekend uit onder meer de misdaadserie Messiah. Hij speelt DCI John Barnaby, een neef van Tom Barnaby. Omdat ook de nieuwe inspecteur Barnaby heet, behoefde de serie in landen waar zij naar de hoofdpersoon genoemd is (zoals in Duitsland Inspector Barnaby, en in Frankrijk Inspecteur Barnaby) niet van naam te veranderen.
Bij de honderdste aflevering, The Killings of Copenhagen, uitgezonden door ITV in februari 2014, werden voor één keer ook opnamen in Kopenhagen gemaakt. Daarbij speelden Birgitte Hjort Sørensen, Ann Eleonora Jørgensen, Nicolaj Kopernikus en Marie Askehave, bekend van Deense tv-series, een gastrol.

## Oorspronkelijke verhalen
Na meer dan twintig jaar heeft Uitgeverij De Fontein de rechten op Caroline Grahams boeken van Inspector Barnaby gekocht en zal ze in het Nederlands vertalen. Het eerste deel, 'Moord in Badger's Drift', werd op 10 april 2008 uitgegeven.
Nederlandstalige boeken:
- Caroline Graham, Moord in Badger's Drift, 2007 (ISBN 978 90 261 2363 4)

Engelstalige boeken:
- Caroline Graham, The Killing at Badger's Drift, 1987 (ISBN 0-7472-3233-4)
- Caroline Graham, Death of a Hollow Man, 1989 (ISBN 0-7472-3350-0)
- Caroline Graham, Death in Disguise, 1993 (ISBN 0-7472-3974-6)
- Caroline Graham, Written in Blood, 1995 (ISBN 0-7472-4664-5)
- Caroline Graham, Faithful unto Death, 1998 (ISBN 0-7472-4970-9)
- Caroline Graham, A Place of Safety, 1999 (ISBN 0-312-24419-3)
- Caroline Graham, Ghost in the Machine, 2004 (ISBN 0-7553-0770-4)
- Jeff Evans en John Nettles, Midsomer Murders: The Making of An English Crime Classic, 2003 (ISBN 0-7134-8768-2)

## Dvd's
Sinds 2004 verschijnt de serie in Nederland en Vlaanderen ook op dvd. Seizoen 1 t/m 21 zijn beschikbaar.